# Константин Цеков
Константин Цеков е български пианист и композитор.

## Биография и творчество
Роден е на 24 декември 1952 г. в Благоевград. От седемгодишна възраст се занимава с пиано при Лидия Кутева, а през 1972 г. завършва и нейния клас в Музикалното училище в София. През 1978 г. завършва Музикалната академия в класа по пиана на проф. Лили Атанасова. През 1976 г. създава ФСБ заедно с Александър Бахаров и Румен Бояджиев. Константин Цеков е автор на множество аранжименти на песни, както и композитор на песни на Васил Найденов, Орлин Горанов, Йорданка Христова, Васил Петров, Камелия Тодорова, Ирина Флорин и други. Създал е музика за документални филми, както и театрална и детска музика.
През 1995 г. Константин Цеков издава албум с авторски композиции „Вертикали“. Албумът притежава модерно звучене близко до прогресив-рок звученето.
Наградата „Икар“ на Съюза на артистите в България „за Музика в спектакъл“, за музикална преработка и интерпретация на живо в „Последен квартет“ от Ярон Зилберман, реж. Десислава Шпатова, Драматично-куклен театър-Враца и ТР „Сфумато“, 2016.
На 30 март 2018 година е обявен за почетен гражданин на Благоевград.